# Саджо, Хаман
Хаман Саджо (англ. Haman Sadjo; 28 ноября 1984, Нгаундере, Камерун) — камерунский футболист, полузащитник.

## Клубная карьера
В 2013 году из-за не уплаты заработной платы, планировал покинуть «Акжайык». Однако после того, как аким Западно-Казахстанской области Нурлан Ногаев пообещал выплатить, решил остаться в команде.

## Карьера в сборной
Свой первый матч за сборную Камеруна сыграл в 2010 году против сборной Танзании.